# Natación en los Juegos Olímpicos de Londres 2012 – 200 metros estilo espalda femenino
El evento de 200 metros estilo espalda femenino de natación olímpica en los Juegos Olímpicos de Londres 2012 tuvo lugar entre el 2 y 3 de agosto en el  Centro Acuático de Londres.

## Récords
RM=Récord mundial
RO=Récord olímpico
RN=Récord nacional
Los siguientes récords se establecieron durante la competición:
| Fecha       | Evento | Nombre         | Nacionalidad         | Tiempo  | Récord |
| ----------- | ------ | -------------- | -------------------- | ------- | ------ |
| 3 de agosto | Final  | Missy Franklin | Estados Unidos (USA) | 2:04.06 | RM     |

## Resultados

### Series

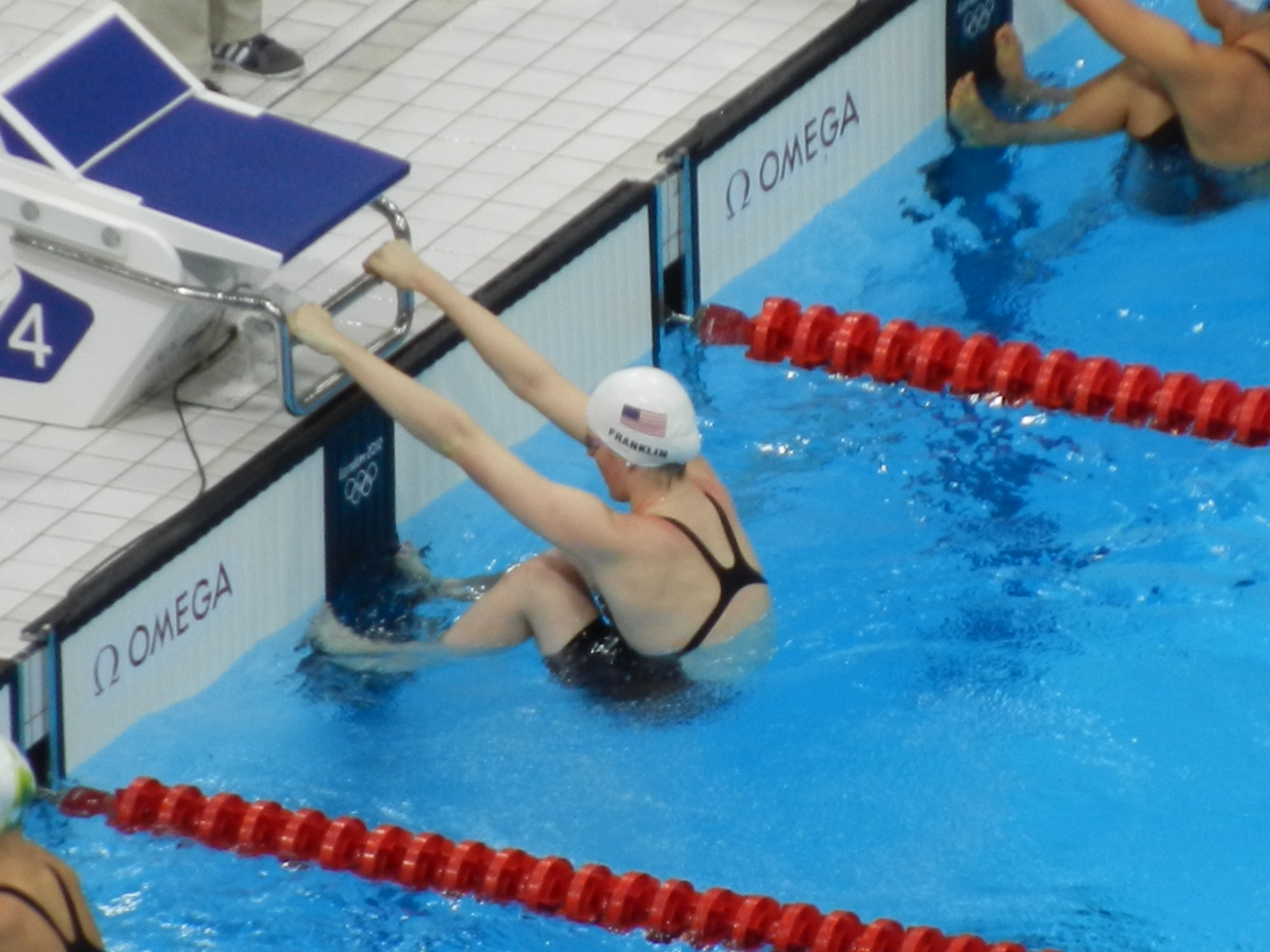
Missy Franklin en las rondas de clasificación. La estadounidense accedió a las semifinales con el mejor tiempo, 2:07,54.

| Rank | Heat | Línea | Nombre                  | Nacionalidad                  | Tiempo  | Notas |
| ---- | ---- | ----- | ----------------------- | ----------------------------- | ------- | ----- |
| 1    | 5    | 4     | Missy Franklin          | Estados Unidos (USA)          | 2:07.54 | Q     |
| 2    | 3    | 5     | Elizabeth Beisel        | Estados Unidos (USA)          | 2:07.82 | Q     |
| 3    | 5    | 2     | Kirsty Coventry         | Zimbabue (ZIM)                | 2:08.14 | Q     |
| 4    | 5    | 5     | Meagen Nay              | Australia (AUS)               | 2:08.40 | Q     |
| 5    | 4    | 4     | Belinda Hocking         | Australia (AUS)               | 2:08.75 | Q     |
| 6    | 3    | 6     | Alexianne Castel        | Francia (FRA)                 | 2:08.92 | Q     |
| 7    | 3    | 3     | Sinead Russell          | Canadá (CAN)                  | 2:09.04 | Q     |
| 8    | 3    | 4     | Anastasia Zueva         | Rusia (RUS)                   | 2:09.36 | Q     |
| 9    | 4    | 3     | Daryna Zevina           | Ucrania (UKR)                 | 2:09.40 | Q     |
| 10   | 4    | 7     | Duane da Rocha          | España (ESP)                  | 2:09.72 | Q     |
| 11   | 5    | 7     | Stephanie Proud         | Reino Unido (GBR)             | 2:10.01 | Q     |
| 12   | 2    | 6     | Simona Baumrtová        | República Checa (CZE)         | 2:10.03 | Q, RN |
| 13   | 3    | 1     | Karin Prinsloo          | Sudáfrica (RSA)               | 2:10.34 | Q     |
| 14   | 4    | 5     | Elizabeth Simmonds      | Reino Unido (GBR)             | 2:10.37 | Q     |
| 15   | 4    | 6     | Jenny Mensing           | Alemania (GER)                | 2:10.54 | Q     |
| 16   | 5    | 3     | Sharon van Rouwendaal   | Países Bajos (NED)            | 2:10.60 | Q     |
| 17   | 4    | 1     | Melissa Ingram          | Nueva Zelanda (NZL)           | 2:10.63 |       |
| 18   | 4    | 2     | Hilary Caldwell         | Canadá (CAN)                  | 2:10.75 |       |
| 19   | 3    | 7     | Bai Anqi                | República Popular China (CHN) | 2:11.26 |       |
| 20   | 5    | 8     | Eyglo Osk Gustafsdottir | Islandia (ISL)                | 2:11.31 |       |
| 21   | 2    | 4     | Miyu Otsuka             | Japón (JPN)                   | 2:11.65 |       |
| 22   | 5    | 1     | Yao Yige                | República Popular China (CHN) | 2:12.14 |       |
| 23   | 3    | 2     | Alessia Filippi         | Italia (ITA)                  | 2:12.40 |       |
| 24   | 2    | 5     | María Fernanda Gonzalez | México (MEX)                  | 2:12.75 |       |
| 25   | 2    | 7     | Anja Carman             | Eslovenia (SLO)               | 2:13.01 |       |
| 26   | 1    | 4     | Nguyen Thi Anh Vien     | Vietnam (VIE)                 | 2:13.35 |       |
| 27   | 1    | 6     | Carolina Colorado       | Colombia (COL)                | 2:13.64 |       |
| 28   | 2    | 2     | Mie Nielsen             | Dinamarca (DEN)               | 2:13.89 |       |
| 29   | 3    | 8     | Alicja Tchorz           | Polonia (POL)                 | 2:14.02 |       |
| 30   | 5    | 6     | Laure Manaudou          | Francia (FRA)                 | 2:14.29 |       |
| 31   | 1    | 2     | Ham Chan-Mi             | Corea del Sur (KOR)           | 2:15.30 |       |
| 32   | 4    | 8     | Ekaterina Avramova      | Bulgaria (BUL)                | 2:15.44 |       |
| 33   | 2    | 1     | Kim Daniela Pavlin      | Croacia (CRO)                 | 2:15.67 |       |
| 34   | 2    | 3     | Melanie Nocher          | Irlanda (IRL)                 | 2:16.29 |       |
| 35   | 1    | 3     | Dorina Szekeres         | Hungría (HUN)                 | 2:18.16 |       |
| 36   | 2    | 8     | Hoishun Stephanie Au    | Hong Kong (HKG)               | 2:18.47 |       |
| 37   | 1    | 5     | Yulduz Kuchkarova       | Uzbekistán (UZB)              | 2:18.60 |       |

### Semifinal

#### Semifinal 1
| Rank | Línea | Nombre                | Nacionalidad          | Tiempo  | Notas |
| ---- | ----- | --------------------- | --------------------- | ------- | ----- |
| 1    | 4     | Elizabeth Beisel      | Estados Unidos (USA)  | 2:06.18 | Q     |
| 2    | 5     | Meagen Nay            | Australia (AUS)       | 2:07.42 | Q     |
| 3    | 6     | Anastasia Zueva       | Rusia (RUS)           | 2:07.88 | Q     |
| 4    | 3     | Alexianne Castel      | Francia (FRA)         | 2:08.24 | Q     |
| 5    | 1     | Elizabeth Simmonds    | Reino Unido (GBR)     | 2:08.48 | Q     |
| 6    | 8     | Sharon van Rouwendaal | Países Bajos (NED)    | 2:09.50 |       |
| 7    | 2     | Duane da Rocha        | España (ESP)          | 2:09.88 |       |
| 8    | 7     | Simona Baumrtová      | República Checa (CZE) | 2:10.18 |       |

#### Semifinal 2
| Rank | Línea | Nombre          | Nacionalidad         | Tiempo  | Notas |
| ---- | ----- | --------------- | -------------------- | ------- | ----- |
| 1    | 4     | Missy Franklin  | Estados Unidos (USA) | 2:06.84 | Q     |
| 2    | 5     | Kirsty Coventry | Zimbabue (ZIM)       | 2:08.32 | Q     |
| 3    | 6     | Sinead Russell  | Canadá (CAN)         | 2:08.76 | Q     |
| 4    | 7     | Stephanie Proud | Reino Unido (GBR)    | 2:09.04 |       |
| 5    | 3     | Belinda Hocking | Australia (AUS)      | 2:09.35 |       |
| 6    | 2     | Daryna Zevina   | Ucrania (UKR)        | 2:09.70 |       |
| 7    | 8     | Jenny Mensing   | Alemania (GER)       | 2:10.68 |       |
| 8    | 1     | Karin Prinsloo  | Sudáfrica (RSA)      | 2:11.42 |       |

### Final
| Rank              | Línea | Nombre             | Nacionalidad         | Tiempo  | Notas |
| ----------------- | ----- | ------------------ | -------------------- | ------- | ----- |
| Medalla de oro    | 5     | Missy Franklin     | Estados Unidos (USA) | 2:04.06 | RM    |
| Medalla de plata  | 6     | Anastasia Zueva    | Rusia (RUS)          | 2:05.92 |       |
| Medalla de bronce | 4     | Elizabeth Beisel   | Estados Unidos (USA) | 2:06.55 |       |
| 4                 | 1     | Elizabeth Simmonds | Reino Unido (GBR)    | 2:07.26 |       |
| 5                 | 3     | Meagen Nay         | Australia (AUS)      | 2:07.43 |       |
| 6                 | 7     | Kirsty Coventry    | Zimbabue (ZIM)       | 2:08.18 |       |
| 7                 | 2     | Alexianne Castel   | Francia (FRA)        | 2:08.43 |       |
| 8                 | 8     | Sinead Russell     | Canadá (CAN)         | 2:09.86 |       |